# Логиновська (Няндомський район)
Логиновська (рос. Логиновская) — присілок в Няндомському районі Архангельської області Російської Федерації.
Населення становить 172 особи. Входить до складу муніципального утворення Няндомський муніципальний округ.

## Історія
До 2022 року входило до складу муніципального утворення Мошинське поселення.

## Населення
| 2002 | 2010 | 2012 |
| ---- | ---- | ---- |
| 245  | ↘183 | ↘172 |